# Miss México 2025
Miss México 2025 será la 7.ª edición del certamen Miss México el cual se realizará en una fecha y sede aún por confirmar. Treinta y dos candidatas de toda la República Mexicana y una de la Comunidad mexicana en los Estados Unidos competirán por los diversos títulos que ofrece la organización rumbo a Miss Mundo, Miss Supranacional, Top Model of the World, Miss Elite, Miss Cosmo y el Reinado Internacional del Café.
Al final del evento Mariely Leal Miss México 2024 coronará a su sucesora.

## Resultados
| Posición         | Candidata             |
| Miss México 2025 | -                     |
| 1.ª Finalista    | -                     |
| 2.ª Finalista    | -                     |
| 3.ª Finalista    | -                     |
| 4.ª Finalista    | -                     |
| Top 16           | - - - - - - - - - - - |

## Candidatas
| Estado              | Candidata                             | Edad | Estatura | Residencia             |
| Aguascalientes      | Fernanda Rivera                       | 27   | 1.65     | Aguascalientes         |
| Baja California     | Melissa Huerta Murillo                | 27   | 1.72     | Ensenada               |
| Baja California Sur | Karen Juniva Imperial Gaxiola         | 24   | 1.80     | San José del Cabo      |
| Campeche            | Gabriela Beltrán                      | 19   | 1.72     | Monterrey              |
| Chiapas             | Constanza Morris Ibarra               | 24   | 1.75     | Ciudad de México       |
| Chihuahua           | Carla Alejandra de los Reyes Villegas | 25   | 1.80     | Ciudad Juárez          |
| Ciudad de México    | Alexia Nirjhara Sanfilippo Rivera     | 22   | 1.76     | Ciudad de México       |
| Coahuila            | Frida Elizabeth Reynoso Rivas         | 29   | 1.80     | Piedras Negras         |
| Colima              | Luisa Vallejo                         | 24   | 1.77     | Ecatepec               |
| Durango             | Erika Rodallegas                      | 25   | 1.77     | Durango                |
| Estado de México    | María Fernanda Serrano Barrera        | 21   | 1.76     | Coacalco               |
| Estados Unidos      | Amy Bibiana de la Torre               | 28   |          | Chicago                |
| Guanajuato          | Ximena Monserrat Valdovinos Garnica   | 23   |          | Celaya                 |
| Guerrero            | Victoria Zermeño                      | 24   | 1.80     | Aguascalientes         |
| Hidalgo             | María de la Luz Mondragón Orozco      | 24   | 1.73     | Pachuca                |
| Jalisco             | Isabel Sarahí Zamora Soria            | 24   | 1.72     | Guadalajara            |
| Michoacán           | Paulina Uceda Escorcia                | 26   | 1.70     | Uruapan                |
| Morelos             | Cassandra García Olea                 | 23   | 1.78     | Emiliano Zapata        |
| Nayarit             | Ruslana Zicaru Remenyuk               | 19   | 1.80     | Puerto Vallarta        |
| Nuevo León          | Salma Habibe Garza Quijano            | 27   | 1.70     | San Pedro Garza García |
| Nuevo León II       | Diana Vanessa Navarro Treviño Δ       | 28   | 1.72     | Monterrey              |
| Oaxaca              | Sara Cruz Porras                      | 26   |          | Oaxaca                 |
| Puebla              | Alma Giselle Gutiérrez Alonso         | 26   | 1.70     | San Pedro Cholula      |
| Querétaro           | Alejandra Correa Rodríguez            | 24   | 1.75     | San Juan del Río       |
| Quintana Roo        | Naomi Chi                             | 18   |          | Cancún                 |
| San Luis Potosí     | Jaqueline Barrera Benítez             | 20   | 1.75     | Rioverde               |
| Sinaloa             | Angela Michelle León Yuriar           | 24   | 1.78     | Culiacán               |
| Sonora              | Dalia Velderrain                      | 25   |          | Navojoa                |
| Tabasco             | Esmeralda Guadalupe Meza Justiniano   | 27   | 1.74     | Querétaro              |
| Tamaulipas          | Gisella Flores                        | 24   | 1.76     | González               |
| Tlaxcala            | Alondra Orencio                       |      |          |                        |
| Veracruz            | Giselle Monterrosas                   | 25   |          | Cotaxtla               |
| Yucatán             | Angélica Briones Landeros             | 23   | 1.78     | Ciudad Juárez          |
| Zacatecas           | Mariana Magdalena López Guerrero      | 30   | 1.72     | Naucalpan              |

- Δ Fue designada por la organización nacional y estatal, luego de leer erróneamente los resultados en la final en vivo

## Sobre los Estados en Miss México 2025

### Reemplazos
- Guerrero - Isadora Lagos renunció al título estatal y a su participación en la competencia nacional por desacuerdos con la organización estatal. Fue reemplazada por Victoria Zermeño.[12] Semanas después Isadora Lagos fue detenida en Acapulco por posesión de armas sin poder acreditar su legal uso.[13]

## Crossovers
| Miss Grand International - 2020: Sinaloa - Ángela Yuriar (Top 20) Miss Intercontinental - 2021: Michoacán - Paulina Uceda (1.ª Finalista) Miss All Nations - 2019: Michoacán - Paulina Uceda (No Compitió) Miss Model of the Universe - 2020: Michoacán - Paulina Uceda (No Compitió) Miss Ultra Universe - 2023: Tamaulipas - Gisella Flores - Representando a Riviera Maya Miss Latinoamérica - 2017: Puebla - Giselle Alonso Miss Panamerican International - 2023: Veracruz - Giselle Monterrosas (1.ª Finalista) - Representando a Estados Unidos Reina Latina Internacional - 2023: Tamaulipas - Gisella Flores (Designada) Reina Internacional de la Paz - 2016: Puebla - Giselle Alonso (Virreina) Reina Internacional de las Fiestas de Independencia - 2024: Baja California - Melissa Huerta (Virreina) Miss Teen Charm International - 2024: Campeche - Gabriela Beltrán - Representando a Riviera Maya Wonderful Teen International - 2024: Campeche - Gabriela Beltrán - Representando a Riviera Maya Miss México - 2019: Sinaloa - Ángela Yuriar (Top 10) Miss Universe Mexico - 2024: Chiapas - Constanza Morris - 2024: Tabasco - Esmeralda Meza (Top 16) - Representando a Querétaro Mexicana Universal - 2023: Tabasco - Esmeralda Meza (Top 16) - Representando a Querétaro - 2023: Zacatecas - Mariana Logue (1.ª Finalista) - Representando a Estado de México - 2022: Coahuila - Frida Reynoso Miss Grand México - 2023: Coahuila - Frida Reynoso (2.ª Finalista) Miss Earth México - 2024: Sinaloa - Ángela Yuriar (No Compitió) - 2021: Baja California - Melissa Huerta (No Compitió) Miss Intercontinental México - 2020: Michoacán - Paulina Uceda (Designada) - 2018: Michoacán - Paulina Uceda (No Compitió) Embajadora México - 2023: Oaxaca - Sara Cruz (Top 14) - 2022: Guerrero - Victoria Zermeño (1.ª Finalista) - Representando a Aguascalientes - 2021: Coahuila - Frida Reynoso - 2021: Tamaulipas - Gisella Flores (Embajadora Líder México) - Representando a Jalisco Reina de Reina México - 2016: Baja California - Melissa Huerta (Miss Playa Mundial México) Miss Juventud México - 2024: Campeche - Gabriela Beltrán - Representando a Nuevo León Señorita Adolescente México - 2021: Morelos - Cassandra García Miss Panamerican USA - 2023: Veracruz - Giselle Monterrosas (Designada) Miss Baja California Sur - 2021: Baja California Sur - Juniva Imperial (1.ª Finalista) Miss Chihuahua - 2021: Yucatán - Angélica Briones | Miss Estado de México - 2025: Colima - Luisa Vallejo (Top 3) Miss Sinaloa - 2018: Sinaloa - Ángela Yuriar (Designada) Miss Universe Chiapas - 2024: Chiapas - Constanza Morris (Designada) Miss Universe Querétaro - 2024: Tabasco - Esmeralda Meza (Designada) Mexicana Universal Baja California - 2018: Baja California - Melissa Huerta Mexicana Universal Coahuila - 2021: Coahuila - Frida Reynoso (Designada) - 2017: Coahuila - Frida Reynoso (1.ª Finalista) Mexicana Universal Estado de México - 2022: Zacatecas - Mariana Logue (Ganadora) Mexicana Universal Hidalgo - 2018: Michoacán - Paulina Uceda Mexicana Universal Puebla - 2021: Puebla - Giselle Alonso Mexicana Universal Querétaro - 2022: Tabasco - Esmeralda Meza (Ganadora) Mexicana Universal Nuevo León - 2023: Nuevo León - Vanessa Navarro - 2017: Nuevo León - Salma Garza Miss Grand Coahuila - 2023: Coahuila - Frida Reynoso (Designada) Miss Earth Baja California - 2020: Baja California - Melissa Huerta (Designada) Miss Earth Sinaloa - 2024: Sinaloa - Ángela Yuriar (Designada) Miss Intercontinental Michoacán - 2017: Michoacán - Paulina Uceda (Designada) Embajadora Aguascalientes - 2022: Guerrero - Victoria Zermeño (Ganadora) Embajadora Coahuila - 2021: Coahuila - Frida Reynoso (Designada) Embajadora Jalisco - 2021: Tamaulipas - Gisella Flores (Ganadora) Embajadora Oaxaca - 2023: Oaxaca - Sara Cruz (Designada) Reina de Reina Latina Baja California - 2016: Baja California - Melissa Huerta (Ganadora Teen) Teen Universe Nuevo León - 2022: Campeche - Gabriela Beltrán Miss Teen Juventud Nuevo León - 2023: Campeche - Gabriela Beltrán (Designada) Señorita Adolescente Morelos - 2021: Morelos - Cassandra García (Designada) Señorita Ensenada Cenicienta - 2017: Baja California - Melissa Huerta (Ganadora) Miss California Teen USA - 2016: Veracruz - Giselle Monterrosas Embajadora FENAPO - 2024: San Luis Potosí - Jacqueline Barrera (Ganadora) Reina de los Azahares - 2023: San Luis Potosí - Jacqueline Barrera (Ganadora) Reina de la Feria de San Juan del Río - 2018: Querétaro - Alejandra Correa (Ganadora) Reina de la Feria de San Pedro Cholula - 2017: Puebla - Giselle Alonso (2.ª Finalista) Señorita Instituto Tecnológico de Durango - 2023: Durango - Erika Rodallegas (Ganadora) Señorita Regia - 2022: Nuevo León - Vanessa Navarro |